# Germaine Koh
 (mars 2018).
Si vous disposez d'ouvrages ou d'articles de référence ou si vous connaissez des sites web de qualité traitant du thème abordé ici, merci de compléter l'article en donnant les références utiles à sa vérifiabilité et en les liant à la section « Notes et références ».
Germaine Koh, née en 1967 à Georges Town en Malaisie, est une artiste conceptuelle canadienne d’origine malaisienne.

## Biographie

### Jeunesse et formation
Germaine Koh est née à Georges Town, Malaisie. Elle a immigré au Canada à l’âge de neuf ans et a grandi dans la ville d'Armstrong en Colombie-Britannique,. Koh obtient un baccalauréat en arts visuels à l'Université d'Ottawa et une maîtrise en arts au Hunter College à New York en 1993.

### Carrière artistique
Koh travaille à Vancouver, mais elle se définit comme « sans domicile fixe ». Son art représente l'utilisation d'objets quotidiens et de concepts familiers pour illustrer l’interaction des relations humaines naissantes,. Par exemple, son œuvre Call est composée d'un vieux téléphone dans un espace public. Lorsque le téléphone est décroché, il compose au hasard un numéro d'un participant qui a accepté d'avoir des conversations avec des étrangers à n'importe quel moment de la journée.
Il n'y a pas d’œuvre signée « Germaine Koh ». Elle utilise beaucoup de matériaux différents pour créer ses œuvres, et chaque pièce dégage une idéologie, comme elle l'explique lors d'une entrevue avec Mathew Kabatoff sur Rhizome.org: « Je caractériserais mon travail dans son ensemble comme une tentative d'être attentive à la poésie de la vie ordinaire en me concentrant sur les phénomènes qui façonnent l'expérience quotidienne, et qui souvent, passent inaperçus ».
Le travail de Koh est présenté dans de nombreuses galeries à travers le monde, notamment le Baltic Centre for Contemporary Art en 2005, la Liverpool Biennial et la Art Gallery of Alberta en 2004, Frankfurter Kunstverein, Bloomberg Space et le Musée d'art contemporain de Montréal. En 2004, elle est finaliste du Prix artistique Sobey et, en 2010, elle remporte un prix Viva.

#### Autres projets
En plus de son travail artistique, Koh est cofondatrice de la maison de disques et de la société de gestion d'artistes torontoise Weewerk,. De plus, elle a pratiqué le volleyball et le badminton inter-universitaire à l'Université d'Ottawa et a été capitaine de l'équipe de roller derby, les étoiles de Terminal City. Sa relation entre la créativité et l'athlétisme a mené à la création du prix Koh-Verchere pour l'excellence athlétique et créative, un prix décerné par l'Université d'art et de design Emily Carr, et à la création de la Vancouver League qui jouent à des jeux créés par les participants,.

## Publications
- Germaine Koh, Crowd Shyness. Germaine Koh, Morris and Helen Belkin Art Gallery, University of British Columbia, Vancouver, Colombie Britannique, Canada. 2020[9].
- Germaine Koh, Weather Systems. Sarah Cook Markus Meissen and Startsev, Yulia. Kamloops Art Gallery, Kamloops, BC. 2013.  (ISBN 9781895497816)[5]
- Germaine Koh, Overflow. Clint Burnham et Hank Bull, Vancouver International Centre for Contemporary Asian Art (Centre A), Vancouver, Colombie Britannique, Canada. 2007[10].
- Germaine Koh, Works. Patrice Loubier, Ken Babstock, and Gerrit Gohlke, Berlin, Allemagne: Künstlerhaus Bethanien. 2005.  (ISBN 3932754611)[11]
- Germaine Koh, Ouvert. Pascale Beaudet, Galerie Joyce Yahouda, Montréal, Québec, Canada. 2004[12].
- Open Hours: An Exhibition by Germaine Koh. Rosemary Heather, Germaine Koh and Steve Reinke, McMaster Museum of Art. Hamilton, ON. 2002.  (ISBN 1894088360)[13]
- Germaine Koh. Laura U. Marks et Keith Wallace, Contemporary Art Gallery, Vancouver, Colombie Britannique, Canada. 2001[14].
- Germaine Koh, Journal. Alan Reed, Latitude 53, Edmonton, Alberta, Canada. 2000[15].
- Germaine Koh, Des gages. Joceline Chabot, Centre des arts actuels Skol, Montréal, Québec, Canada. 1998[16].
- Germaine Koh, Personal. Jan Allen et Wayne Baerwaldt, Agnes Etherington Art Centre, Kingston, Ontario, Canada. 1997[17].